# HD 87606
HD 87606，又名CD-35 6130，SAO 201037、HR 3972，是一颗恒星，视星等为6.27，位于銀經269.3，銀緯15.41，其B1900.0坐标为赤經10h 0m 55.6s，赤緯-35° 15.41′ 53″。